# San Biagio di Callalta
San Biagio di Callalta ist eine norditalienische Gemeinde (comune) mit 12.705 Einwohnern (Stand 31. Dezember 2023) in der Provinz Treviso in Venetien. Zahlreiche Änderungen am Gemeindegebiet haben kleinere Ortsteile an die Gemeinden Salgareda und Ponte di Piave abgegeben.
Die Gemeinde liegt etwa 10 Kilometer ostnordöstlich von Treviso und etwa 27,5 Kilometer nördlich von Venedig.

## Sehenswürdigkeiten
In der Fraktion Fagarè della Battaglia befindet sich das Sacrario Militare di Fagarè della Battaglia, eine Gedenkstätte mit Beinhaus, das vor allem an die Zweite Schlacht am Piave erinnert.

## Persönlichkeiten
- Pierre Cardin (1922–2020), Modeschöpfer und Unternehmer

## Verkehr
Durch die Gemeinde führte die Callalta. Die callis alta verband die römischen Gemeinden Tarvisium (Treviso) und Opiterium (Oderzo). Die heutige Strada Regionale 53 Postumia vollzieht den Verlauf ungefähr nach. Im gleichnamigen Hauptort der Gemeinde besteht ein Bahnhof, der von Zügen der Bahnstrecke Treviso-Portogruaro bedient wird. Im Ortsteil Fagarè della Battaglia besteht eine kleine Bahnstation an der gleichen Strecke.